# Психологія мистецтва
Психоло́гія мисте́цтва — розділ психології, що вивчає психологічні аспекти для встановлення найбільш загальних закономірностей всіх видів художньої діяльності, розкриває механізми становлення особистості людини-творця, аналізує різні форми впливу мистецтва на людину.
Специфіка психології мистецтва щодо інших  мистецьких дисциплін полягає не тільки в її предметі, а й в методах. Сильна сторона психології у вивченні мистецтва полягає у володінні експериментальною методологією і можливістю будувати свої концепції на основі не тільки теоретичних міркувань і даних самоспостереження, але також і експериментально отриманих факторів. Саме психології доступно вивчення конкретних приватних механізмів і тонких індивідуальних відмінностей у сприйнятті і впливі мистецтва. У сучасній психології мистецтва поки відсутнє загальноприйняте поняття про її предмет: чи є мистецтво форма пізнання чогось, перетворення чого-небудь, чого саме, і т. ін. 
Досліджують процеси виникнення художнього образу, трансформацію вражень, творче уявлення та мислення, психічні стани, порушують проблему активності митця, його обдарованості, таланту, генія.